# CJ・マッカラム
- CJ・マカラム
- CJ・マカーラム

CJ・マッカラム（CJ McCollum）ことクリスチャン・ジェームズ・マッカラム（Christian James McCollum, 1991年9月19日 - ）は、アメリカ合衆国・オハイオ州カントン出身のプロバスケットボール選手。NBAのワシントン・ウィザーズに所属している。ポジションは主にシューティングガード。
ポートランド・トレイルブレイザーズ時代のチームメイトであるデイミアン・リラードとのコンビは レイン・ブラザーズ と呼ばれ、同カンファレンス所属ゴールデンステート・ウォリアーズのステフィン・カリーとクレイ・トンプソンの「スプラッシュ・ブラザーズ」に次ぐ、強力なオフェンス力を誇るデュオであった。兄のエリック・マッカラムもバスケットボール選手であり、主にアメリカ国外の球団に所属している。

## 経歴

### リーハイ大学
NCAAでも無名であるパトリオット・リーグに属するリーハイ大学に進学。2009-10シーズン、国内全1年生の中でトップとなる19.1得点をマークし、同リーグ史上初となる最優秀選手賞と最優秀新人賞を同時受賞した。1年生ながらチームを同リーグの優勝に導き、2010年のNCAAトーナメントに出場。1回戦でカンザス大学に敗れたものの、26得点をマークした。

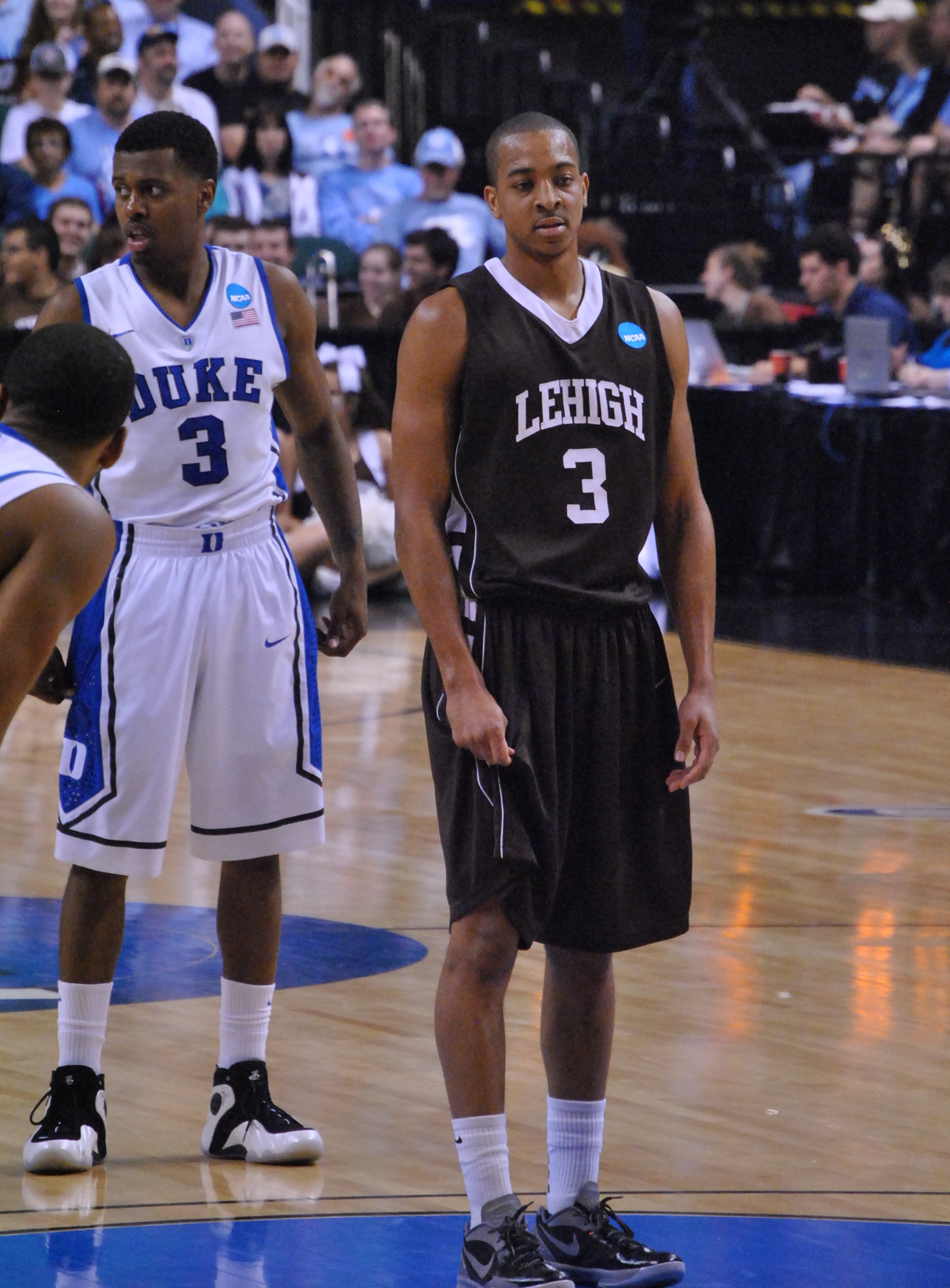
リーハイ大学時代のマッカラム (2012年)

2年時には得点やリバウンドを伸ばしたが、フィールドゴール%が大きく低下したことが響きチーム成績も前年を下回った。マッカラムは同リーグの1stチームに選出されたが、最優秀選手賞はマイク・マスカラが受賞した。
3年時に再びチームをリーグ優勝に導き、2012年のNCAAトーナメントに出場。1回戦のデューク大学との試合において、ゲームハイの30得点を含む6リバウンド6アシスト2スティールをマーク。75-70で同大学を破り、第15シードだったリーハイ大学が第2シードのデューク大学を下す歴史的大金星の原動力となった。第15シードのチームが第2シードのチームを破ったのはトーナメント史上6回目の出来事だった。
上述の活躍により、2012年のNBAドラフトでの指名が確実視されていたものの、リーハイ大学に残留し最終学年を修了することを選択した。ジャーナリズムを専攻していたマッカラムはスポーティングニュースに、ドラフトを見送って進級する理由を記事にして投稿した。
2012年11月25日の試合で26得点を挙げて大学通算得点を2,226点に伸ばし、ロブ・フィースターの2,224点を抜き、パトリオット・リーグ歴代通算得点1位に到達した。2013年1月5日の試合で左足を骨折し、同シーズンのシニアクラスアワードの最終選考者となるなど、有望と見られていた残りのシーズンを全休した。同年5月20日、リーハイ大学を卒業しジャーナリズムの学士号を取得した。
平均23.1得点、大学通算2,361得点を挙げるなど4年間エーススコアラーとして活躍し、パトリオット・リーグ内にて2度の最優秀選手賞と3度の1stチームに輝いた。また、高校1年時に158cmだった身長は高校卒業時までには190cmとなり、大学入学時には74kgほどだった体重を最終的に88kgまで増加させた。
2019年2月25日、リーハイ大学時代に着用した背番号「3」が永久欠番になった。

### ポートランド・トレイルブレイザーズ

#### 2013-14シーズン
2013年のNBAドラフトでポートランド・トレイルブレイザーズから全体10位指名を受け、リーハイ大学出身者として初のNBA選手となった。サマーリーグの5試合で平均21得点4リバウンドをマークし、同年のルーキーに尋ねたアンケート内にてビクター・オラディポとともに新人王予想第1位に選出されるなど期待されたシーズンだったが、プレシーズンを前にした2013年10月5日に大学4年時と同様の箇所である左足を再び骨折させて開幕から35試合を欠場した。2014年1月1日、Dリーグのアイダホ・スタンピードへと送られ、同リーグ内でシーズンデビューを飾り、1月8日のオーランド・マジック戦でNBAデビューを果たした。

#### 2014-15シーズン
2015年3月5日、ウェズリー・マシューズが左足アキレス腱断裂により離脱した頃、アーロン・アフラロと競争する中で出場機会が増加。プレイオフ1回戦のメンフィス・グリズリーズ戦で得点能力を開花させ、第3戦でマイク・コンリーと衝突した際にコンリーの顔面が骨折するというアクシデントが発生するも、第4戦の試合終盤に値千金の3ポイントシュートを決めてチームのスウィープ負けを免れる勝利をもたらした。第5戦の敵地フェデックス・フォーラムで行われた試合では大ブーイングを浴びながらも、シーズンとプレイオフの両方でキャリアハイとなるチーム最多の33得点を記録し、トレイルブレイザーズのプレイオフゲームにおけるベンチからの最多得点を更新した。

#### 2015-16シーズン
3年目を前にしてラマーカス・オルドリッジを始め、4人のスターターが移籍したことに伴いスターターの座を掴んだ。開幕戦となったニューオーリンズ・ペリカンズ戦の第1クォーターだけで22得点を挙げ、キャリアハイを更新する37得点を記録した。11月30日のロサンゼルス・クリッパーズ戦でキャリアハイの10アシストをマークした。デイミアン・リラードが欠場した12月27日のサクラメント・キングス戦ではキャリアハイの11リバウンドを含む35得点9アシスト4スティールの活躍を見せた。同スタッツをマークしたのは2004年のケビン・ガーネット以来で、フランチャイズとしては29年ぶりとなるスタッツであった。
2016年2月12日、オールスターウィークエンドにおけるスリーポイントコンテストに出場した。同年3月26日のフィラデルフィア・76ers戦ではディフェンスを振り切って決勝点となるフローターを決めた。出場時間と平均得点を顕著に伸ばし、3ポイントシュートではリーグ8位の41.7%を記録するなど、すべての数字を大きく伸ばしたことが評価され同シーズンのMIPを受賞するなど、リラードとともにチームを牽引し大きく飛躍したシーズンとなった。

#### 2016-17シーズン
2016年7月27日、トレイルブレイザーズと4年1億600万ドルの延長契約を結んだ。
12月20日のインディアナ・ペイサーズ戦で記録した34得点の内キャリアハイとなる7本の3ポイントシュートを成功させ、2017年1月1日のミネソタ・ティンバーウルブズ戦では43得点を挙げ、キャリアハイを更新した。1月13日のオーランド・マジック戦で26得点を挙げ、フランチャイズ史上3番目の長さとなる25得点以上の連続試合記録を「8」に伸ばした。2月7日のダラス・マーベリックス戦では残り0.9秒からブザービーターを決めた。
同年のプレイオフではゴールデンステート・ウォリアーズにスウィープ負けを喫したものの、第1戦でキャリアベストとなる41得点をマークし、プレイオフで40得点以上をマークしたフランチャイズ史上8人目の選手となった。FG成功率ガード部門4位、3ポイントシュート成功率リーグ7位、フリースロー成功率リーグ1位になるなど、さらに得点能力に磨きがかかったシーズンとなった。

#### 2017-18シーズン

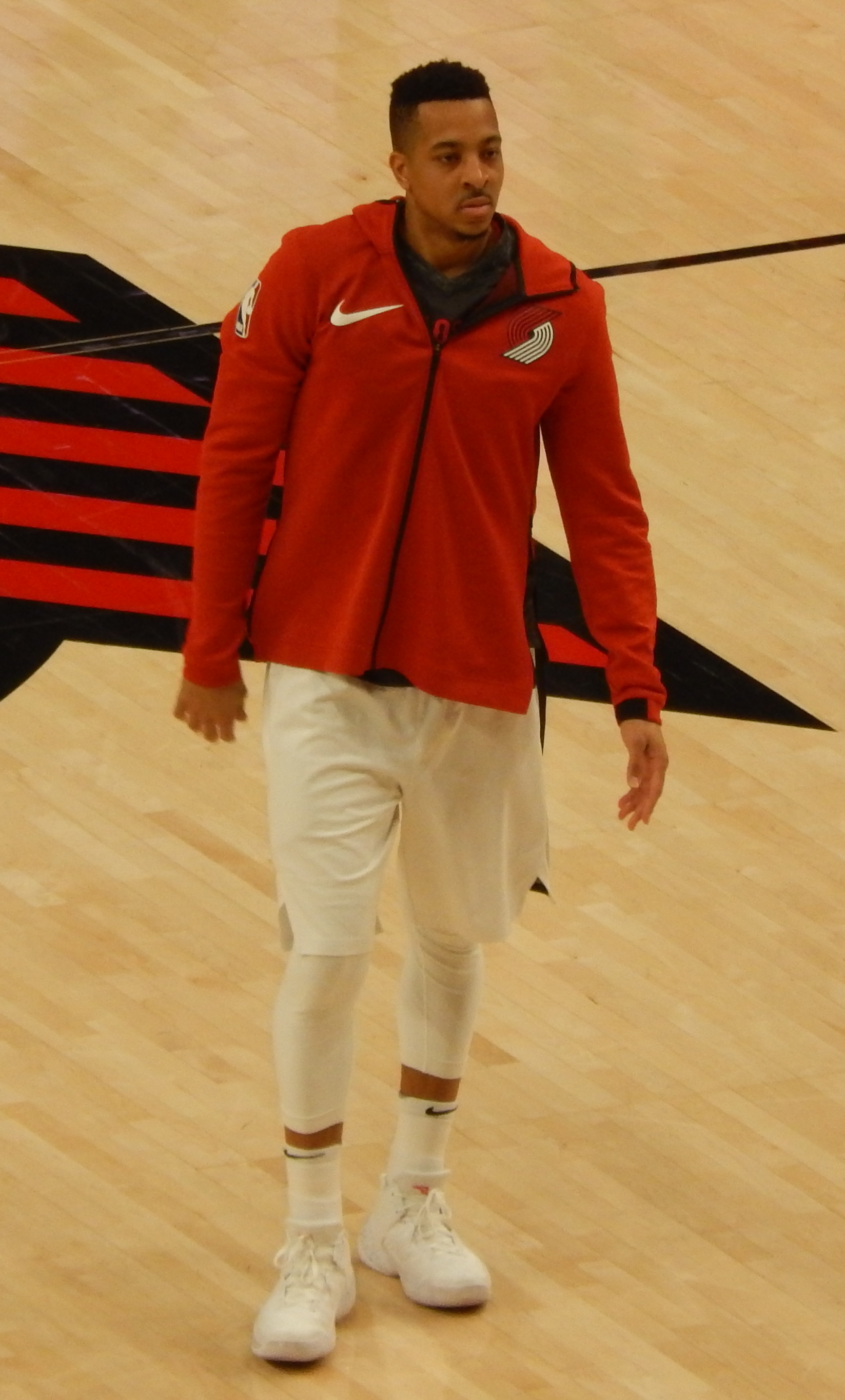
2018年3月のマッカラム

プレシーズンゲームにおいて、一度ベンチエリアを離れたために1試合の出場停止処分を受け、開幕戦を欠場した。2017年11月25日のワシントン・ウィザーズ戦の第4クォーターに7連続得点を記録し、最大17点差をひっくり返す逆転勝利に貢献した。2018年1月1日のシカゴ・ブルズ戦で残り56.5秒からの決勝点を含む32得点を挙げ、後半からオーバータイムにかけて25得点をマークした。
1月31日のブルズ戦では第1クォーターだけでフランチャイズ記録となる28得点を挙げ、第3クォーターまでにキャリアハイとなる50得点を29分間で記録した。30分未満の出場で50得点以上を挙げたのはクレイ・トンプソン以来史上2人目であり、1試合50得点以上を記録したフランチャイズ史上7人目の選手となった。他の6選手はリラード、デイモン・スタウダマイアー、ブランドン・ロイ、アンドレ・ミラー、クライド・ドレクスラー、ジェフ・ペトリー。3月28日のグリズリーズ戦では敗れたものの、ゲームハイの42得点を挙げた。
ペリカンズとのプレイオフ1回戦の第4戦ではチーム最多の38得点を記録するも、最終的にペリカンズにスウィープを喫した。第6シードのチームが第3シードのチームをスウィープしたのは2003年のプレイオフルール改正以降後、史上初の出来事となった。

#### 2018-19シーズン
2018年11月6日のミルウォーキー・バックス戦ではシーズンハイの40得点を含む6アシスト4スティールと活躍し、チームも勝利した。12月12日のグリズリーズ戦でも40得点を記録した。12月23日のマーベリックス戦でキャリア通算の3ポイントシュート成功数を718本に伸ばし、スタウダマイアーの717本を抜いてフランチャイズ歴代5位になり、翌年1月22日のオクラホマシティ・サンダー戦でキャリアハイに並ぶ7本の3ポイントシュートを決めて通算成功数を756本とし、ニコラス・バトゥムの751本を抜いて同歴代4位となり、2月7日のサンアントニオ・スパーズ戦で7本の3ポイントシュートを決め、さらに通算成功数を779本に伸ばしてテリー・ポーターの773本を抜き同歴代3位にまで浮上した。
1月26日のアトランタ・ホークス戦で28得点10リバウンド10アシストをマークし、キャリア初となるトリプルダブルを達成した。3月1日のトロント・ラプターズ戦で7本の3ポイントシュートを含む35得点をマークした。3月26日のスパーズ戦でヤコブ・パートルと接触した際に左ひざを負傷させ、10試合を欠場した。
デンバー・ナゲッツとのプレイオフ2回戦の第3戦では4度のオーバータイムにもつれ込む激戦となり、シーズンとプレイオフの両方でキャリアハイとなる60分に出場。41得点8リバウンド4アシスト4スティールを記録し、勝利に貢献した。2勝3敗で迎えた第6戦では30得点を挙げ、シリーズ成績をタイに戻した。続く第7戦では決勝のステップバックジャンプシュートを含めたゲームハイの37得点をマークし、2000年以来となるウェスタンカンファレンスファイナルの進出に貢献した。

#### 2019-20シーズン
2019年7月30日、トレイルブレイザーズと3年1億ドルで2度目の延長契約を結んだ。10月27日のマーベリックス戦で通算3ポイントシュート成功数を827本に伸ばし、マシューズの826本を抜いて同歴代2位に浮上した。11月21日のバックス戦でゲームハイとなる37得点10アシスト6リバウンドをマークした。翌年2月23日のデトロイト・ピストンズ戦でシーズンハイを更新する41得点12アシスト9リバウンドをマークした。3月2日のマジック戦でシーズンハイに並ぶ41得点を記録した。

#### 2020-21シーズン
2020年12月26日のヒューストン・ロケッツ戦で決勝の3ポイントシュートを含むシーズンハイの44得点をマークし、延長戦の末の128-126の勝利に貢献した。開幕からの13試合で平均26.7得点、5.0アシスト、44.1%の3ポイントシュート成功率を残し、好調なスタートを切っていたが2021年1月16日のホークス戦で自身3度目となる左足の骨折を経験し、25試合を欠場した後、3月16日のペリカンズ戦で復帰した。同年8月7日、2018年からNBPAの副会長を務めていたマッカラムがクリス・ポールから引き継ぐ形で同15代目選手会会長に就任した。

#### 2021-22シーズン
同シーズンも平均20得点を記録するも、チームは新HCチャウンシー・ビラップスの下で苦戦。更に12月に入り肺に気胸の症状を起こし、無期限の欠場になる見通しだと報じられた。

### ニューオーリンズ・ペリカンズ
2022年2月8日にジョシュ・ハート、ニキール・アレクサンダー＝ウォーカー、トマシュ・サトランスキー、マルコス・ロウザダ・シルバ、複数のドラフト指名権とのトレードで、ラリー・ナンス・ジュニア、トニー・スネルと共にニューオーリンズ・ペリカンズへ移籍した。

#### 2022-23シーズン
9月24日にペリカンズと2年総額6,400万ドルの延長契約に合意した。12月22日のサンアントニオ・スパーズ戦で40得点8リバウンド9アシストを記録し、チームは126-117で勝利した。ペリカンズの選手が40得点8リバウンド8アシスト以上を記録したのは、アンソニー・デイビス、デマーカス・カズンズ、タイリーク・エバンス以来4人目であった。12月30日のフィラデルフィア・76ers戦でキャリアハイかつフランチャイズ記録となる11本の3ポイントを含む42得点を記録し、チームは127-116で勝利した。
このシーズン、チームはプレーイン・トーナメントでミネソタ・ティンバーウルブズに敗れ、自身初となるプレーオフ進出を逃した。

#### 2023-24シーズン
2023年11月2日のデトロイト・ピストンズ戦でゲームハイとなる33得点を記録し、チームは125-116で勝利した。

### ワシントン・ウィザーズ
2025年7月6日、3チーム間トレードによって、ケリー・オリニク、2027年のドラフト2巡目指名権（元々はブルズの指名権）とともに、ワシントン・ウィザーズに移籍した。

## プレースタイル
3Pからドライブインからのレイアップまで、多彩な得点方法を持ち合わせており、必要に応じてPGとしてプレイメイクも果たす。一方で守備をやや苦手としている。

## 個人成績

### NBA

#### レギュラーシーズン
| シーズン  | チーム | GP  | GS  | MPG  | FG%  | 3P%  | FT%   | RPG | APG | SPG | BPG | PPG  |
| --------- | ------ | --- | --- | ---- | ---- | ---- | ----- | --- | --- | --- | --- | ---- |
| 2013–14   | POR    | 38  | 0   | 12.5 | .416 | .375 | .676  | 1.3 | .7  | .4  | .1  | 5.3  |
| 2014–15   | POR    | 62  | 3   | 15.7 | .436 | .396 | .699  | 1.5 | 1.0 | .7  | .1  | 6.8  |
| 2015–16   | POR    | 80  | 80  | 34.8 | .448 | .417 | .827  | 3.2 | 4.3 | 1.2 | .3  | 20.8 |
| 2016–17   | POR    | 80  | 80  | 35.0 | .480 | .421 | .912* | 3.6 | 3.6 | .9  | .5  | 23.0 |
| 2017–18   | POR    | 81  | 81  | 36.1 | .443 | .397 | .836  | 4.0 | 3.4 | 1.0 | .4  | 21.4 |
| 2018–19   | POR    | 70  | 70  | 33.9 | .459 | .375 | .828  | 4.0 | 3.0 | .8  | .4  | 21.0 |
| 2019–20   | POR    | 70  | 70  | 36.5 | .451 | .379 | .757  | 4.2 | 4.4 | .8  | .6  | 22.2 |
| 2020–21   | POR    | 47  | 47  | 34.0 | .458 | .402 | .812  | 3.9 | 4.7 | .9  | .4  | 23.1 |
| 2021–22   | POR    | 36  | 36  | 35.2 | .436 | .384 | .706  | 4.3 | 4.5 | 1.0 | .6  | 20.5 |
| 2021–22   | NOP    | 26  | 26  | 33.8 | .493 | .394 | .667  | 4.5 | 5.8 | 1.3 | .0  | 24.3 |
| 2021-22計 | NOP    | 62  | 62  | 34.6 | .460 | .388 | .682  | 4.3 | 5.1 | 1.1 | .4  | 22.1 |
| 2022–23   | NOP    | 75  | 75  | 35.3 | .437 | .389 | .769  | 4.4 | 5.7 | .9  | .5  | 20.9 |
| 2023–24   | NOP    | 66  | 66  | 32.7 | .459 | .429 | .827  | 4.3 | 4.6 | .9  | .6  | 20.0 |
| 2024–25   | NOP    | 56  | 56  | 32.7 | .444 | .373 | .717  | 3.8 | 4.1 | .8  | .4  | 21.1 |
| 通算      | 通算   | 787 | 690 | 32.1 | .453 | .397 | .799  | 3.6 | 3.8 | .9  | .4  | 19.6 |

#### プレーオフ
| シーズン | チーム | GP | GS | MPG  | FG%  | 3P%  | FT%   | RPG | APG | SPG | BPG | PPG  |
| -------- | ------ | -- | -- | ---- | ---- | ---- | ----- | --- | --- | --- | --- | ---- |
| 2014     | POR    | 6  | 0  | 4.0  | .091 | .000 | 1.000 | .2  | .0  | .0  | .0  | .7   |
| 2015     | POR    | 5  | 1  | 33.2 | .478 | .478 | .769  | 4.0 | .4  | 1.2 | .2  | 17.0 |
| 2016     | POR    | 11 | 11 | 40.2 | .426 | .345 | .804  | 3.6 | 3.3 | .9  | .5  | 20.5 |
| 2017     | POR    | 4  | 4  | 35.0 | .400 | .500 | .938  | 6.0 | 1.0 | 1.0 | .5  | 22.5 |
| 2018     | POR    | 4  | 4  | 38.8 | .519 | .423 | .769  | 2.0 | 3.5 | 1.3 | .3  | 25.3 |
| 2019     | POR    | 16 | 16 | 39.7 | .440 | .393 | .732  | 5.0 | 3.7 | .8  | .6  | 24.7 |
| 2020     | POR    | 5  | 5  | 39.2 | .444 | .371 | .682  | 5.8 | 3.2 | 1.2 | .4  | 23.2 |
| 2021     | POR    | 6  | 6  | 40.0 | .439 | .333 | .769  | 6.0 | 4.3 | .3  | .7  | 20.7 |
| 2022     | NOP    | 6  | 6  | 39.0 | .392 | .333 | .692  | 6.7 | 4.8 | .7  | .8  | 22.2 |
| 2024     | NOP    | 4  | 4  | 36.9 | .419 | .241 | 1.000 | 4.8 | 4.8 | 1.8 | .8  | 17.8 |
| 通算     | 通算   | 67 | 57 | 35.5 | .433 | .368 | .766  | 4.4 | 3.1 | .9  | .5  | 20.1 |

### カレッジ
| シーズン | チーム   | GP  | GS  | MPG  | FG%  | 3P%  | FT%  | RPG | APG | SPG | BPG | PPG  |
| -------- | -------- | --- | --- | ---- | ---- | ---- | ---- | --- | --- | --- | --- | ---- |
| 2009–10  | リーハイ | 33  | 31  | 31.9 | .459 | .421 | .810 | 5.0 | 2.4 | 1.3 | .2  | 19.1 |
| 2010–11  | リーハイ | 31  | 31  | 34.6 | .399 | .315 | .845 | 7.8 | 2.1 | 2.5 | .7  | 21.8 |
| 2011–12  | リーハイ | 35  | 35  | 33.1 | .443 | .341 | .811 | 6.5 | 3.5 | 2.6 | .5  | 21.9 |
| 2012–13  | リーハイ | 12  | 11  | 31.0 | .495 | .516 | .849 | 5.0 | 2.9 | 1.4 | .3  | 23.9 |
| 通算     | 通算     | 111 | 108 | 32.9 | .439 | .377 | .825 | 6.3 | 2.7 | 2.1 | .5  | 21.3 |